# Вайсенберг (Верхня Лужиця)
Вайсенберг (нім. Weißenberg; в.-луж. Wóspork) — місто в Німеччині, розташоване в землі Саксонія. Входить до складу району Бауцен.
Площа — 50,92 км2. Населення становить 3067 ос. (станом на 31 грудня 2020). 
Місто поділяється на 15 міських районів. 
Офіційною мовою в населеному пункті, крім німецького, є лужицькі. 

## Галерея

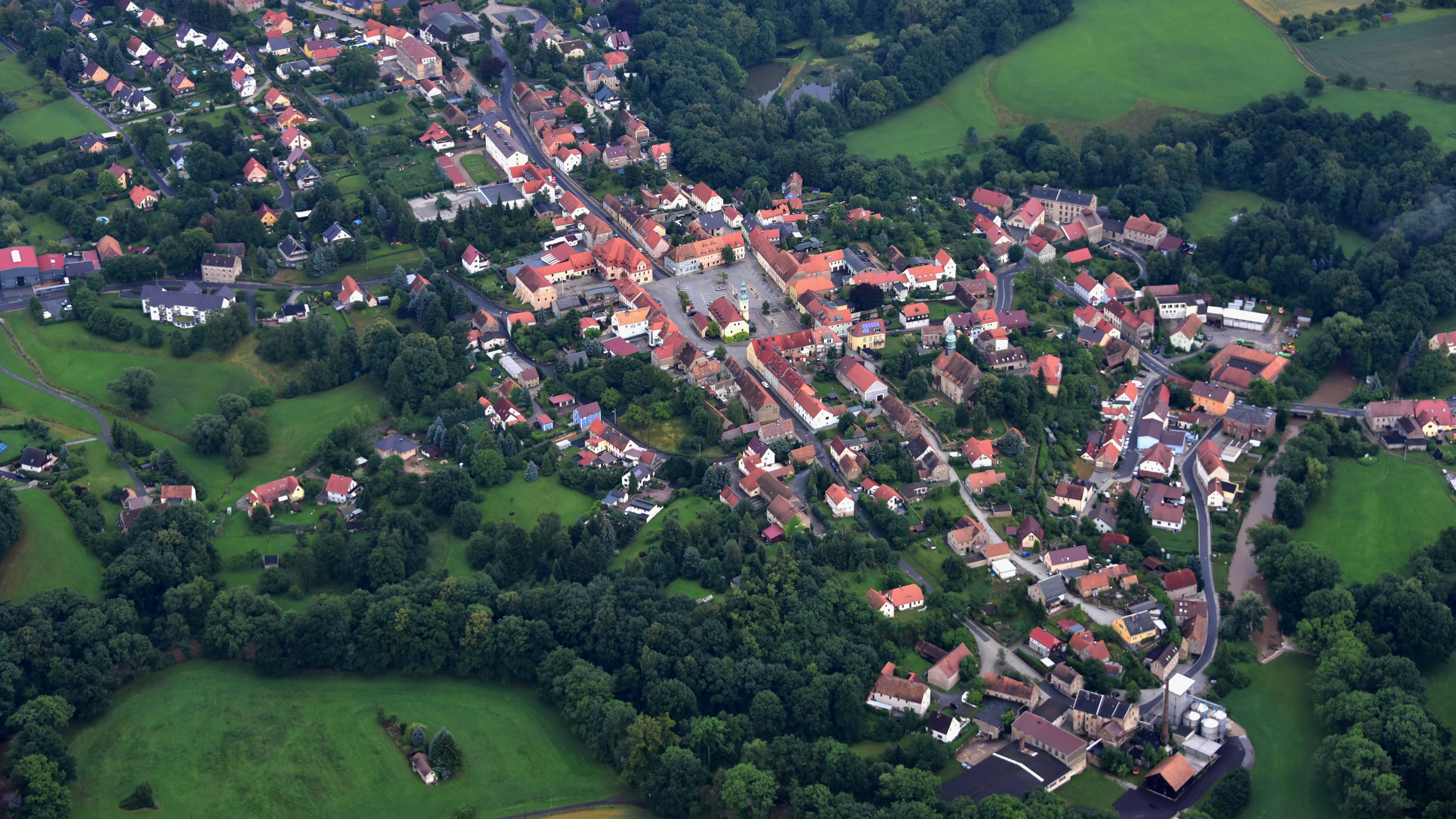
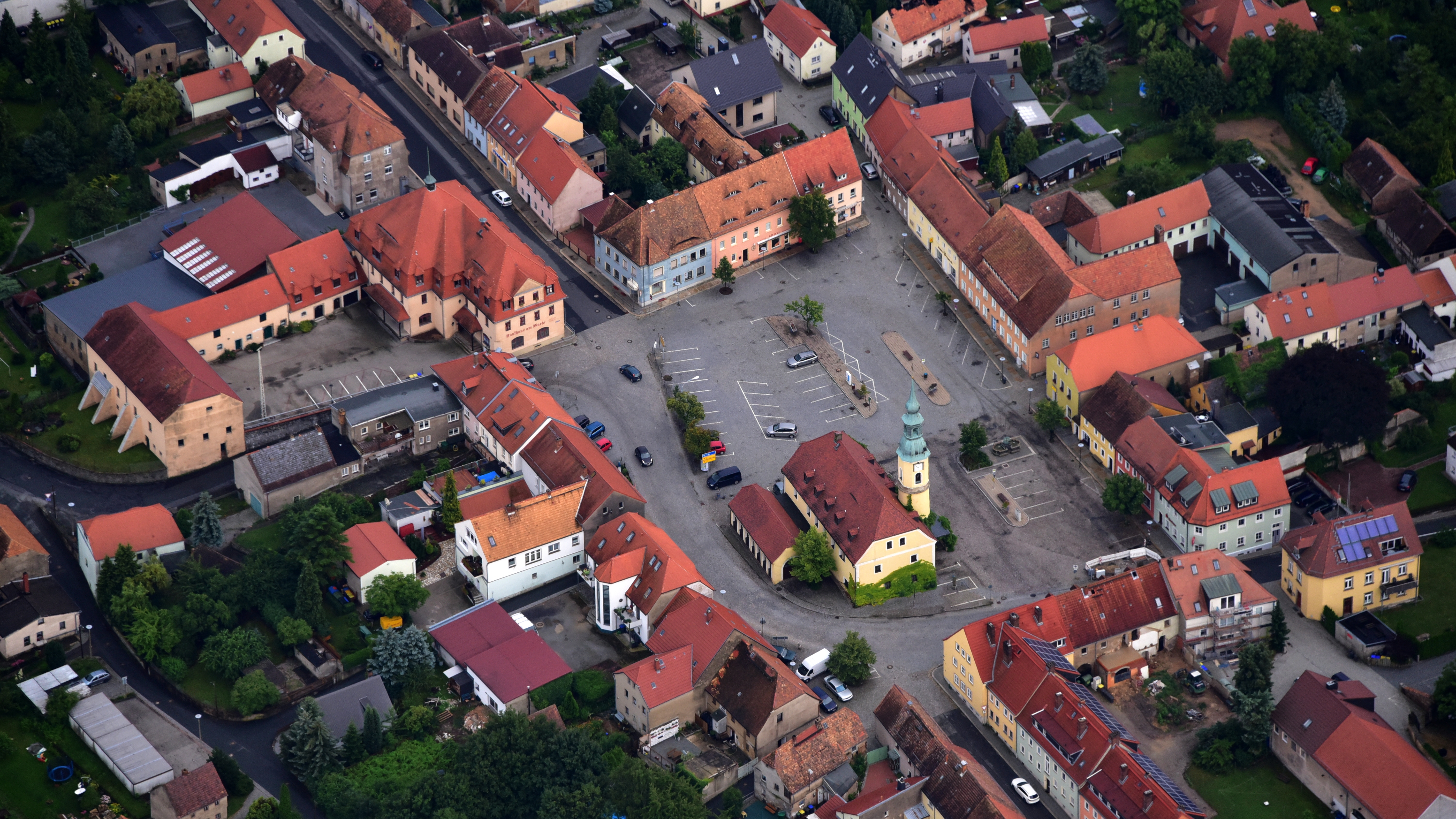
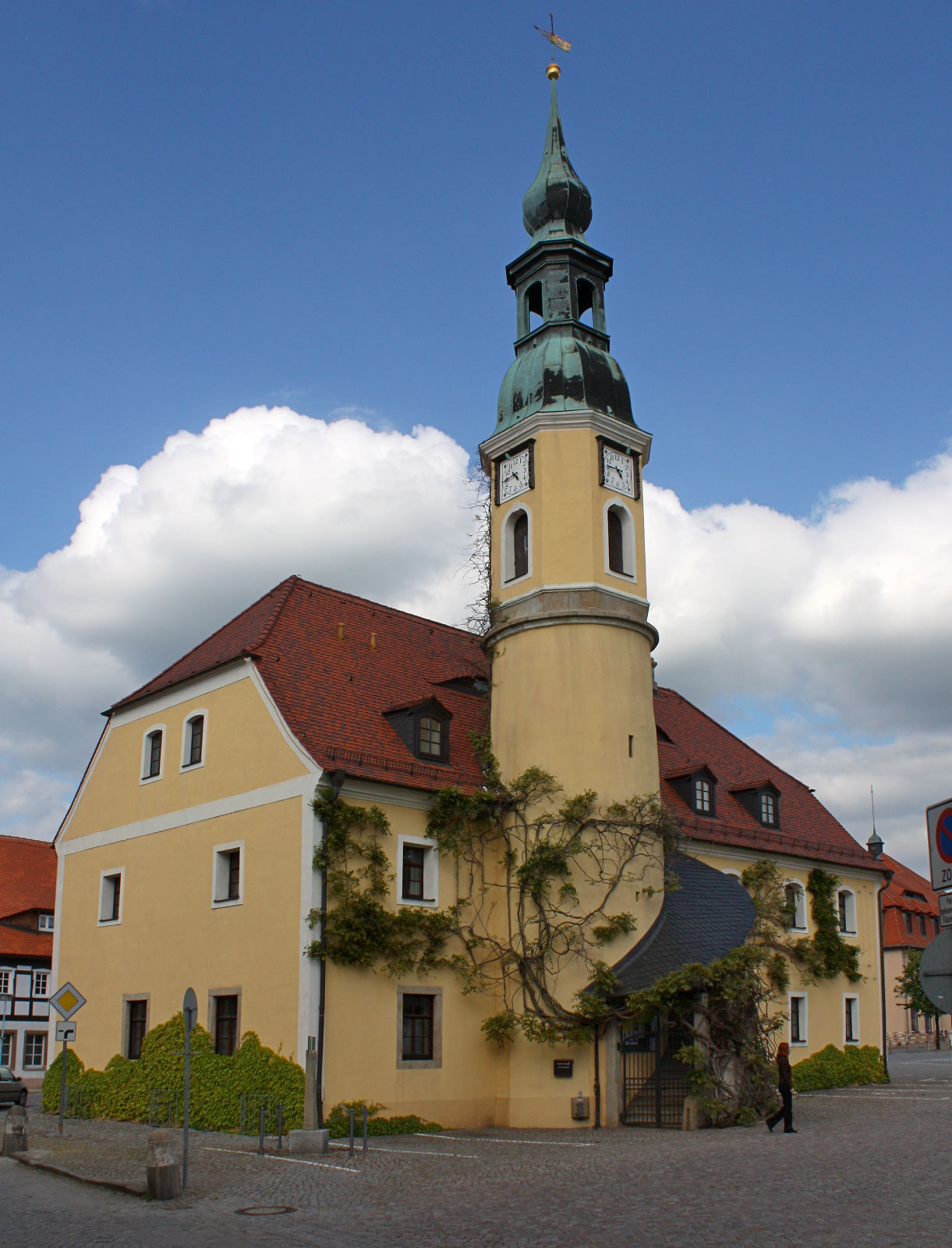
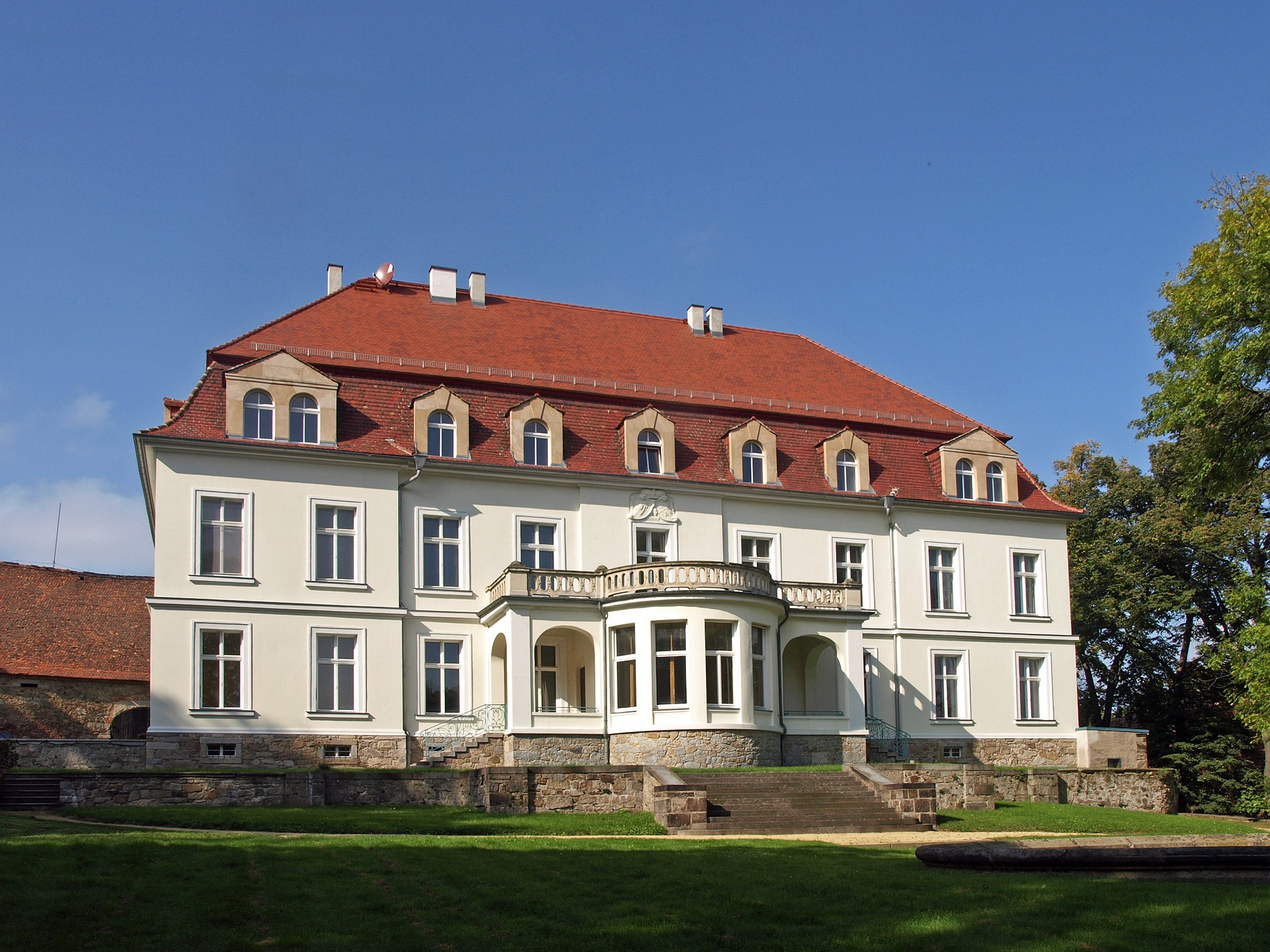
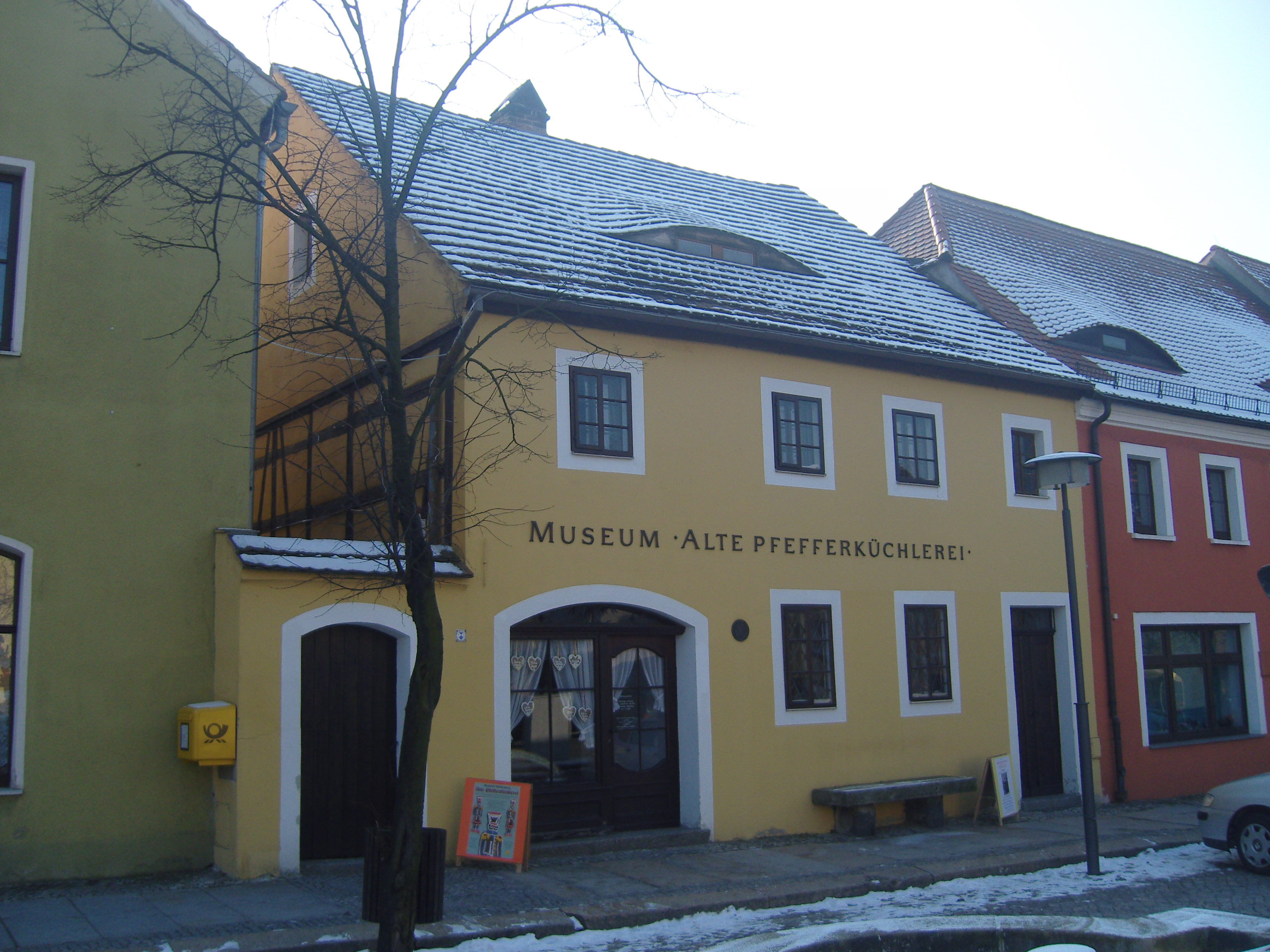